# Jacques Huntzinger
Jacques Gabriel Huntzinger, né le 8 janvier 1943 à Boulogne-Billancourt, est un diplomate français, ancien ambassadeur en Estonie (1991-1994), en République de Macédoine (26 juin 1996-28 décembre 1999) et en Israël (1999-2003). Il a également servi en tant qu'ambassadeur auprès de l'Union pour la Méditerranée.

## Biographie
Après des études au lycée Henri-IV puis à la faculté de droit de Paris, il est diplômé de l'Institut d'études politiques de Paris, docteur en droit et agrégé de droit public.
Il enseigne le droit public comme assistant, maître de conférences puis professeur dans plusieurs universités : l'université Paris X à Nanterre, l'université de Besançon puis l'université de Perpignan.
Il est membre du parti socialiste dans les années 1980. De février 1983 à septembre 1985, Jacques Huntzinger est vice-président du parti socialiste européen. Il est désigné membre du Conseil Économique et Social le 30 août 1984. De 1987 à 1990, il est rédacteur en chef de La Nouvelle Revue Socialiste, revue théorique du parti socialiste. Durant les années 1980, il joue également un rôle important dans la transition du parti socialiste français d'une position favorable à un désarmement nucléaire à une position plus ferme face à la menace soviétique, notamment en tant que directeur adjoint aux Nations unies sur le désarmement, puis chargé de mission au sein du cabinet du ministre des Affaires étrangères Roland Dumas à partir de 1989.
À la demande de François Mitterrand, Jacques Huntzinger organise les premiers Forums de la Méditerranée regroupant des entités non-gouvernementales de divers pays du bassin méditerranéen : Algérie, France, Italie, Maroc, Portugal, Espagne et Tunisie. Ces Forums ont lieu en février 1988 (Marseille) et mai 1989 (Tanger) et aboutissent à la création du Dialogue à 5+5 du Forum de l'Ouest méditerranéen regroupant les ministres des affaires étrangères des pays suivants : Algérie, France, Italie, Libye, Malte, Mauritanie, Maroc, Portugal, Espagne et Tunisie. Jacques Huntzinger est déterminant pour organiser le premier Dialogue 5+5 en 1990. Cet effort est cependant initialement contré par la Guerre du Golfe, les attentats de Lockerbie et du DC-10 d'UTA, mais le Dialogue 5+5 voit finalement le jour et devient un forum régional significatif.
Il est ensuite conseiller diplomatique du Secrétariat général de la Défense nationale, puis premier ambassadeur de la France en Estonie (1991-1994) à l'indépendance de ce pays. À la fin des années 1990, Jacques Huntzinger est ambassadeur en République de Macédoine et particulièrement impliqué dans les efforts internationaux pour remédier aux guerres de Yougoslavie, y compris la guerre du Kosovo.
De 1999 à 2003, il est ambassadeur de France en Israël.
Jacques Huntzinger coordonne également le Forum culturel méditerranéen en 2008, et engage des efforts importants afin d'encourager le dialogue méditerranéen. Il sera plus tard ambassadeur en mission auprès de l'Union pour la Méditerranée.
Jacques Huntzinger  a été[Quand ?] président du festival de Belle-Île. En 2016, il est président des Ateliers culturels méditerranéens et intervenant au Collège des Bernardins.
À l'occasion de l'élection présidentielle de 2017, il fait partie des 60 diplomates qui apportent leur soutien à Emmanuel Macron. Il est élevé au rang d'officier de la Légion d'honneur le 14 avril 2017.

## Famille
Jacques Huntzinger est le petit-neveu du général Charles Huntziger, qui signa le traité d'armistice en 1940 avec l'Allemagne.

## Publications
- Europes, Ramsay, 1977
- Introduction aux relations internationales, Seuil, 1989
- Il était une fois la Méditerranée, CNRS éditions, coll. « biblis », 2014
- Les printemps arabes et le religieux, Parole et Silence, 2014
- Initiation à l'Islam, éditions du Cerf, 2017
- Le globe et la loi, éditions du Cerf, 2019